# Czarny szlak im. Alojzego Śliwy w Olsztynie
 Czarny szlak im. Alojzego Śliwy w Olsztynie – najdłuższy pieszy szlak w Olsztynie. Rozpoczyna się przy Wysokiej Bramie, a kończy nieopodal Hotelu Novotel na osiedlu Dajtki. Jego długość wynosi 18,5 km.

## Charakterystyka
Szlak czarny jest najdłuższym pieszym szlakiem miejskim w Olsztynie. Swój początek ma przy olsztyńskiej Wysokiej Bramie, w miejscu startu kilku innych szlaków m.in. szlaku kopernikowskiego. Stąd trasa zmierza ku Parkowi Zamkowemu. Po drodze mija Zamek Kapituły Warmińskiej, a następnie XIX-wieczny wiadukt kolejowy. W dalszym ciągu kieruje się ku Lasowi Miejskiemu. Do momentu skrzyżowania ze szlakiem błękitnym biegnie wzdłuż rzeki Łyny. Następnie przez ok. 600 metrów pokrywa się z tym szlakiem. Po rozejściu szlaków zbliża się do rezerwatu przyrody Redykajny, gdzie rosną m.in. mchy torfowce czy rosiczki. Następnie biegnie w pobliżu Jeziora Tyrsko i dociera do Gutkowa, dawnej wsi, obecnie dzielnicy Olsztyna, gdzie wart zwiedzenia jest kościół św. Wawrzyńca, druga pod względem wieku świątynia w mieście. Obok kościoła znajduje się cmentarz, gdzie pochowany jest m.in. Alojzy Śliwa, patron szlaku. Z Gutkowa szlak wiedzie w kierunku Łupstychu, małej podolsztyńskiej wioski, będącej niegdyś typową warmińską osadą rybacką, o czym świadczą zachowane tam chaty. Z Łupstychu trasa kieruje się ku Olsztynowi, a konkretnie ku osiedlu domków jednorodzinnych Dajtki. Ten odcinek trasy biegnie leśną drogą wzdłuż jeziora Ukiel. Szlak kończy się przy hotelu Omega.

## Trasa
| km    | Miejsce na trasie                    | km    |
| ----- | ------------------------------------ | ----- |
| 0,00  | Wysoka Brama                         | 18,50 |
| 1,50  | Węzeł szlaków                        | 17,00 |
| 2,50  | Skrzyżowanie szlaków                 | 16,00 |
| 3,10  | Rozejście szlaków                    | 15,40 |
| 3,70  | Rezerwat przyrody Redykajny          | 14,80 |
| 5,20  | Skrzyżowanie ulic Hozjusza i Żbiczej | 13,30 |
| 6,20  | Jezioro Tyrsko                       | 12,30 |
| 8,70  | Gutkowo                              | 9,80  |
| 12,00 | Łupstych                             | 6,50  |
| 18,50 | Omega Hotel (Dajtki)                 | 0,00  |

## Komunikacja
| Miejsce na trasie | Przystanek   | Linie autobusowe                                                        |
| ----------------- | ------------ | ----------------------------------------------------------------------- |
| Wysoka Brama      | Wysoka Brama | 1, 7 – Z Dworca Głównego PKP 6, 9, 11, 13, 14, 15, 16 – Pozostałe linie |
| Gutkowo           | Żurawia      | 11 – Do Śródmieścia                                                     |
| Łupstych          | Łupstych     | 7 – Do Dworca Głównego PKP i Śródmieścia                                |
| Dajtki            | Zatoka Miła  | 7 – Do Dworca Głównego PKP i Śródmieścia 13 – Do Śródmieścia            |